# Claude Piron
Claude Piron, anche conosciuto come Johan Valano e Johan Balano (Namur, 26 febbraio 1931 – Gland, 22 gennaio 2008), è stato un esperantista, linguista e psicologo svizzero.

## Biografia
Dal 1956 al 1961 fu traduttore per le Nazioni Unite (dal cinese, dall'inglese, dal russo, e dallo spagnolo al francese). Fu membro della Accademia di Esperanto, membro onorario della UEA e membro della Associazione scrittori in lingua Esperanto.
Dopo il suo impiego presso le Nazioni Unite (ONU), lavorò per l'OMS in tutto il mondo, e scrisse molte opere in esperanto. Usò inoltre l'Esperanto, appreso già nell'infanzia, in molti paesi, compresi Giappone, Cina, Uzbekistan, Kazakistan, alcuni luoghi in Africa e America Latina, e quasi tutte le nazioni europee. Insegnò l'esperanto presso l'Università Statale di San Francisco.
Fu psicoterapeuta e insegnò nella facoltà di psicologia dell'Università di Ginevra, in Svizzera, dal 1973 al 1994. Il suo libro in francese Le Défi des langues - Du Gâchis au bon sens (La Sfida delle lingue - Dal caos al buon senso) (Parigi: L'Harmattan, 1994) è una specie di psicoanalisi della comunicazione internazionale. L'edizione portoghese, O desafio das linguas, apparve nel 2002 (Campinas, SP, Brasile: Pontes).
Le sue opere comprendono manuali, semplici raccontini, romanzi, novelle, poesie, saggi e articoli. Le sue opere più famose sono Gerda malaperis! ("Gerda è scomparsa") e La bona lingvo ("La buona lingua"). Scrisse anche alcuni romanzi ("Ĉu", "Ili kaptis Elzan", "Malriĉaj Homoj", "Tien") sotto lo pseudonimo Johan Valano e anche, in un romanzo erotico, Johan Balano. Lo pseudonimo allude all'origine belga di Piron: vallone della valle della Mosa. Sotto questo nome apparve come autore della raccolta di poesie "Malmalice" (Senza malizia) (1978).
Piron tradusse canzoni da diverse lingue e talvolta le eseguì lui stesso in pubblico, accompagnandosi con la chitarra. Nel 1982 LF-koop, pubblicò la sua cassetta musicale "Frandu Piron" (Gustatevi Piron), realizzata con l'aiuto di Gianfranco Molle e altri a Roma.

## Opere pedagogiche
Gerda malaperis! è un breve romanzo poliziesco, e insieme un primo libro di lettura, che usa strutture grammaticali semplici e un vocabolario ridotto, ed è costruito in modo che ogni capitolo aggiunge vocaboli e strutture grammaticali; di conseguenza porta gradualmente a raggiungere un buon livello in esperanto; inoltre ci sono ad ogni capitolo le liste delle nuove parole, per cui i principianti possono seguire facilmente le lezioni. Esso costituisce la base di uno dei corsi gratuiti in rete.

## Saggi sull'esperanto
In La Buona Lingua, Piron tratta i principali aspetti sociali e linguistici dell'Esperanto. La sua tesi è che l'Esperanto è più facile perché rispecchia i meccanismi base della mente nell'apprendimento delle lingue, e fra questi, estremamente importante, la generalizzazione delle forme e delle regole grammaticali: l'esperanto, contrariamente a tutte le lingue naturali, permette, tanto nella grammatica quanto nella formazione delle parole, di affidarsi al proprio istinto di assimilazione generalizzante, una legge psicolinguistica descritta da Jean Piaget. 
Egli argomenta contro la importazione non necessaria di nuove radici dalle lingue europee, mostrando la grande capacità espressiva del vocabolario base e l'ingegnoso metodo di formazione delle parole composte.
Nel suo libro Le défi des langues - Du gâchis au bon sens, apparso nel 1994, e in saggi come esperanto: l'image et la réalité (Immagine e realtà), Claude Piron tenta di interessare un grande pubblico poco e male informato (a suo parere) sull'esperanto.
Nel primo, egli spiega perché gli Stati preferiscono complicarsi la vita invece di semplificarsela e attribuisce questo comportamento a quella che chiama la "sindrome di Babele": nevrosi sociale di tipo masochista che persuade le società, istituzioni, élite e responsabili politici che non esiste altro mezzo per superare le barriere linguistiche che ricorrere a livello internazionale a una lingua nazionale, persino a prezzo di un rapporto efficacia/costo completamente aberrante: "E se prendessimo sul serio l'handicap linguistico?"
Claude Piron ritiene che numerose critiche di carattere generale rivolte all'esperanto derivano da pregiudizi, dato che provengono da gente che non si preoccupa di documentarsi seriamente sull'argomento né di studiare l'esperanto come esso è praticato oggi nella letteratura o nei numerosi incontri internazionali.
L'esperanto di oggi non è più il "progetto" che era nel 1887 sul quale si potrebbe discutere teoricamente, ma una lingua vivente con un secolo di uso al suo attivo, un uso facilmente osservabile e studiabile, osserva Piron. Egli riassume anche numerose affermazioni che si sentono comunemente a proposito dell'esperanto:
Egli dedicò il suo saggio Esperanto : l'image et la réalité a tentare di rispondere punto per punto.
Ecco come riassume quella che considera la realtà dell'Esperanto d'oggi, quale qualsiasi linguista o antropologo può studiare sul terreno:
Adottato da persone di origini etniche e sociali differenti, questo progetto, essendo utile alla comunicazione, si è naturalmente trasformato in una lingua vivente attraverso un processo collettivo ed anonimo, in larga parte inconscio, composto da una serie di interazioni e e riaggiustamenti reciproci. L'indice di agglutinazione è molto alto  in questa lingua, sebbene, per certi aspetti, essa sia più vicina alle lingue isolanti, e sebbene la sua base lessicale sia di origine europea.
In poco più di un secolo di esistenza, l'esperanto si è dotato di una letteratura più abbondante e più varia di buona parte di altre lingue nei loro primi cento anni di vita come lingue scritte. In un certo numero di campi scientifici, filosofici e politico-sociali che appartengono alla vita moderna, la  sua terminologia è più antica di quella di lingue come l'arabo, lo swahili e il cinese.
Lo sviluppo letterario della lingua è stato favorito da due fattori: da un lato, la flessibilità di una lingua in cui quasi ogni enunciato può prendere una forma analitica o sintetica, e d'altra parte la naturalezza di un mezzo di comunicazione che segue da vicino, più della maggior parte delle lingue etniche, il movimento spontaneo della espressione linguistica. Il fatto che, una volta imparata, la lingua non viene sentita come straniera, le conferisce, presso i suoi utenti, uno statuto psicologico particolare.
Usato da una collettività tipo diaspora i cui membri, suddivisi in più di centoventi paesi, sono uniti da una rete molto fitta di comunicazioni, questa lingua è utilizzata con soddisfazione in ogni sorta di riunioni, congressi e altri incontri. Essa è il veicolo di un certo numero di programmi radiofonici regolari ed è largamente impiegata nella corrispondenza privata e nei contatti interpersonali.»

## Opere
- Ĉu vi kuiras ĉine? (Cucini alla cinese?) (romanzo poliziesco 1976)
- Malmalice (Senza malizia) (poesie 1977)
- Esperanto: ĉu eŭropa aŭ azia lingvo? (L'Esperanto: lingua europea o asiatica?) (saggio 1977)
- Ĉu li bremsis sufiĉe? (Ha frenato abbastanza?) (romanzo poliziesco 1978)
- Kiel personeco sin strukturas (Come si struttura una personalità) (discorso multiplo 1978)
- Ĉu li venis trakosme? (È arrivato dal cosmo?) (romanzo poliziesco 1980)
- Ĉu ni kunvenis vane? (Ci siamo incontrati invano?) (romanzo poliziesco 1982)
- Ĉu ŝi mortu tra-fike? (romanzo erotico/poliziesco 1982, sotto lo pseudonimo Johan BALANO)
- Gerda malaperis! (Gerda è scomparsa) (romanzo istruttivo/poliziesco 1983)
- Lasu min paroli plu! (Lasciatemi parlare ancora) (romanzo istruttivo 1984)
- Ili kaptis Elzan! (Hanno preso Elkan) (romanzetto facile 1985)
- Ĉu rakonti novele? (novelle poliziesche 1986)
- Sen pardono (manuale 1988)
- Psikologiaj reagoj al Esperanto (Reazioni psicologiche all'Esperanto) (saggio 1988)
- Vere aŭ fantazie (racconti 1989)
- La bona lingvo (trattato sulla lingua 1989)
- Dankon, amiko! (facile racconto 1990)
- La kisa malsano (La malattia dei baci) (romanzo istruttivo 1991)
- Esperanto el la vidpunkto de verkisto (L'esperanto dal punto di vista di uno scrittore) (saggio 1992)
- Cassetta audio Frandu Piron (Gustatevi Piron) (1982)
- Vivi estas miri (Vivere è meravigliarsi) (libro di lettura 1995)
- La Dorsosako de Panjo Rut' (Lo zaino di mamma Rut) (con Sándor Bakó, novelle, 1995)
- Tien (Là) (romanzo di fantascienza 1997)
- Tiaj ni estas (Noi siamo così) (con Sándor J. Bako, novelle)
- La kisa malsano. "Tiaj ni estas", Volumo 2 (con Sándor J. Bako, novelle 2001)
- La meteoro. "Tiaj ni estas", Volumo 3 (con Sándor J. Bako, novelle 2002)
- Dio, psiĉjo kaj mi (Dio, la psicologia e io), apparso qualche giorno prima della sua morte (IEM, 2008)

## Discografia
- 1982 - Frandu piron